# Купон (филателия)

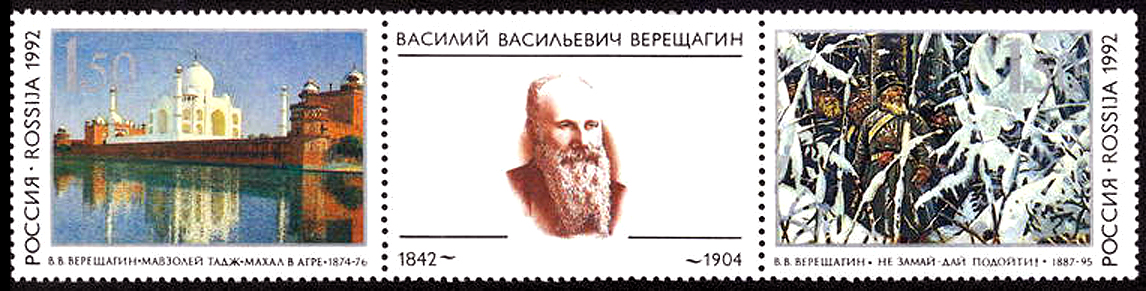
Первые марки России (1992) с промежуточным купоном (оформленным) к 150-летию со дня рождения В. В. Верещагина

Купо́н (англ. label, coupon или tab) — часть марочного листа, отделённая от почтовых марок перфорацией или узким белым полем у беззубцовых марок. Купон не является знаком почтовой оплаты, не имеет номинала и слова «Почта». Он возникает либо вследствие специального расположения марок в листе, либо с целью сообщения дополнительной информации или декоративного оформления марки. Купоны бывают горизонтальные (сбоку), вертикальные (сверху или снизу) и промежуточные (в середине между марками).

## История и описание

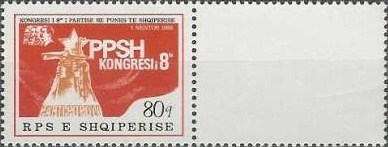
Марка Албании (1981) с пустым купоном

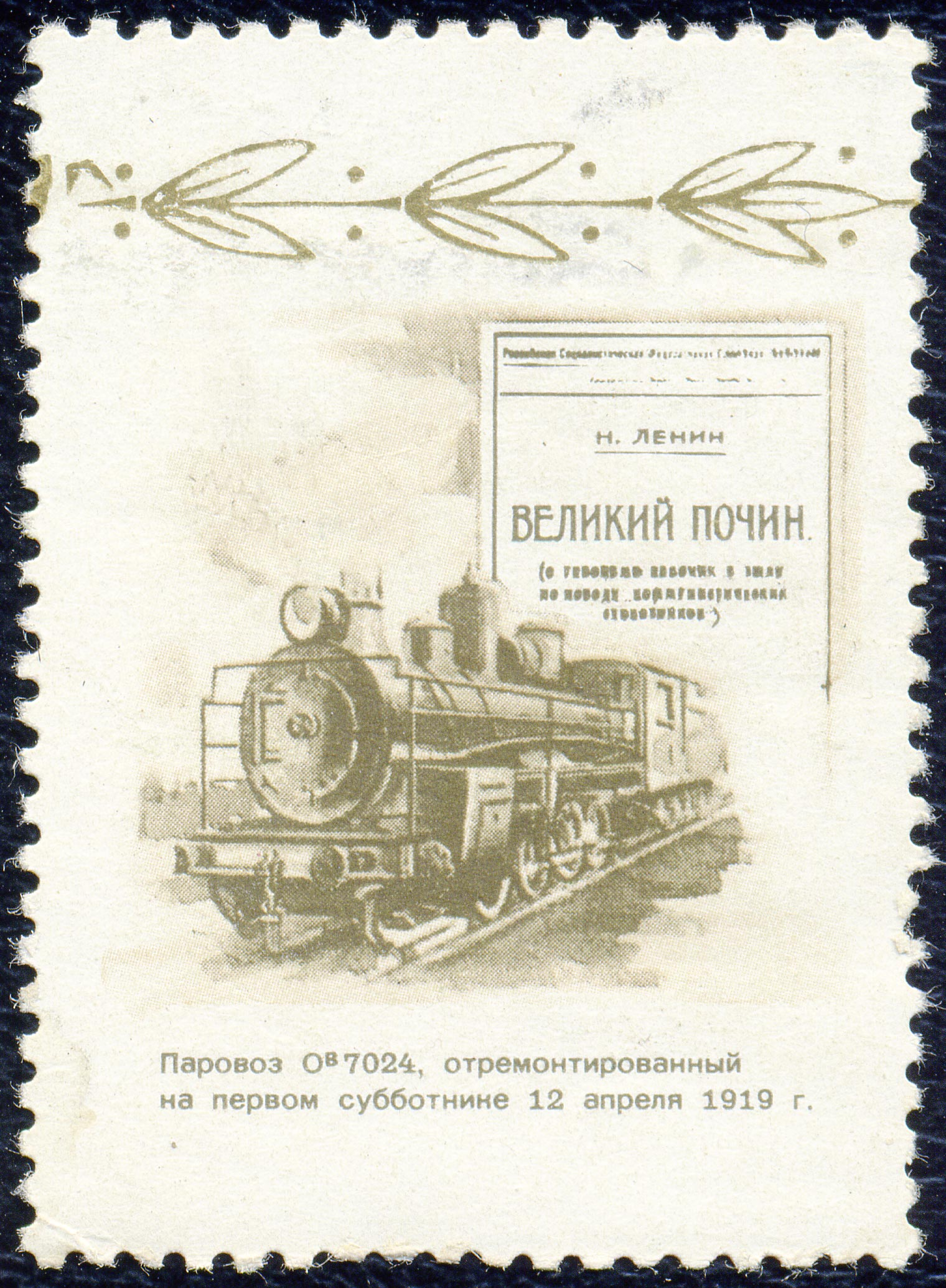
Купон, отделённый от марки СССР (1970) из юбилейной ленинской серии

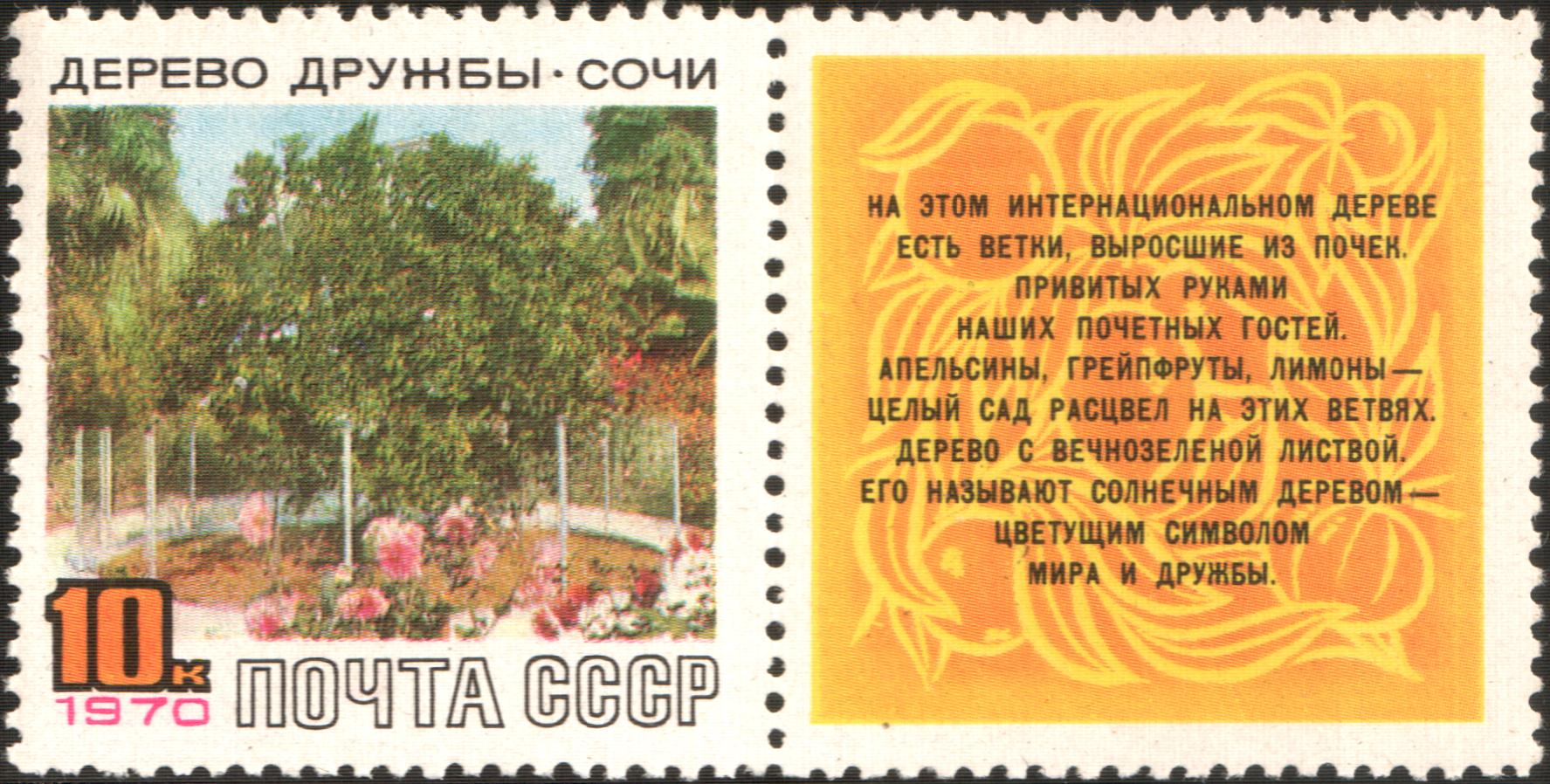
Марка СССР (1970) с оформленным купоном

Имеются различные версии происхождения купона.
Согласно первой, купоны появились для удобства подсчёта марок в продажном марочном листе, количество которых должно быть круглым. Если по условиям печати (размер листа и размер марки) этого не получалось — лишние марочные места занимали купоны. Например, если на листе было 42 экземпляра (6 × 7), то печатали 40 марок и 2 купона. Реже купон получался из полосы бумаги (поля), отделяющей сектора в типографском листе, например, на марке СССР с портретом А. С. Грибоедова 1959 года (ЦФА [АО «Марка»] #2290; Sc #2201), или из-за дополнительной линии перфорации на широком поле листа — на некоторых марках СССР серии «25-летие первенцев советской индустрии» 1958 года (ЦФА [АО «Марка»] #2250; Sc #2117).
Купон также иногда отрывался при прохождении почтовым отправлением почты (гашении).
На купоне также размещались условия доставки корреспонденции, например доставлять/не доставлять в выходные и праздничные дни (своеобразная инструкция для почтальонов).
Купоны, использовавшиеся для подсчёта марок в листе, первоначально были пустыми — на них отсутствовали надписи или рисунки, но затем эти места стали использовать для нанесения каких либо знаков, рисунков, текстов служебного, рекламного или декоративного характера. В настоящее время оформленный купон является дополнением к содержанию рисунка или текста на почтовой марке, с которой он отпечатан. Марочные листы с купонами печатаются во многих странах. В СССР почтовая марка со специально оформленным купоном впервые выпущена в 1949 году в серии «150-летие со дня рождения поэта А. С. Пушкина (1799—1837)» (ЦФА [АО «Марка»] #1402, 1404; Sc #1361, 1363). На купоне — цитата из стихотворения А. С. Пушкина «К Чаадаеву»: «Товарищ, верь, взойдёт она, Звезда пленительного счастья, И на осколках самовластья Напишут наши имена».

## Филателистические аспекты
Марка с отделённым купоном сохраняет все свойства знака почтовой оплаты, однако в филателистических коллекциях эта же марка с купоном оценивается выше. Купон, отделённый от марки, не имеет никакой ценности — ни номинальной, ни филателистической.

## Интересные факты
Купоны государственной почты в различное время в разных странах использовались для политической и религиозной пропаганды, размещения поэтических и произаических текстов, информации о будущих событиях, рекламы и даже как лотерейные билеты.